# Падаятра
Падая́тра — пешее паломничество в индуизме. Часто сопровождается пением киртанов и занимает много дней, недель или даже месяцев. Падаятрой также называют многодневные публичные марши по индийским деревням, устраиваемые индийскими политиками с целью политической пропаганды и привлечения внимания к социальным проблемам. С конца 1980-х годов падаятры стали проводиться Международным обществом сознания Кришны также и в западных странах.